# Salt de Maria Valenta
La Salt de Maria Valenta (« Saut de la Marie Vaillante ») est une cascade située sur la commune d'Arles-sur-Tech (Pyrénées-Orientales, France).
Elle est connue notamment pour être un lieu fréquenté de canyoning.

## Localisation
La cascade est située sur un petit affluent de la rive droite du Tech, le Còrrec de la Senyoral, et sur le territoire de l'ancienne commune de Fontanils, aujourd'hui la partie méridionale de la commune d'Arles-sur-Tech. Non loin, se trouve l'église Sainte-Croix de Quercorb.

## Accès, fréquentation locale et touristique
La cascade autrefois indiquée sur les panneaux Michelin et accessible par un sentier balisé et référencé autant par l'IGN que par la FFR, fait l'objet d'une obstruction à l'accès par privation du chemin à la suite de la rénovation du Mas en contrebas. Les panneaux Michelin qui indiquaient la cascade ont été supprimés ou effacés. Lieu-dit du haut Vallespir, sa restriction d'accès suscite débat, mais dans les faits sa fréquentation a largement diminué ces dernières années.

## Toponymie
Le nom de Salt de Maria Valenta existe avec plusieurs variantes suivant les orthographes, la langue et les époques. Le salt désigne la cascade. Maria Valenta signifie Marie vaillante et a parfois été transcrit Marie balente. On trouve aussi une variante du nom avec la Mare Valenta, soit la mère vaillante, au lieu de la Marie.

## Légende
Deux légendes similaires existent pour expliquer le nom de cette cascade :
S'il s'agit de la Marie vaillante, l'histoire mentionne une jeune femme qui aurait été poursuivie par des soldats ou des brigands cherchant à abuser d'elle. Elle se serait jetée du haut de la cascade pour leur échapper, avec une fin tragique.
S'il s'agit de la Mère vaillante, intervient alors un ours qui aurait enlevé dans sa gueule l'enfant d'une femme qui habitait plus haut dans la montagne. Après une course poursuite de la mère pour rattraper l'ours et son enfant, ils arrivent au bord du rocher situé au-dessus de la cascade. Alors que l'ours saute a priori sans encombre, la mère aurait fait de même, mais en invoquant le ciel et tombant ainsi sans se faire mal au fond de la cascade. L'ours, quant à lui, se serait alors tué en tombant sur les rochers à proximité et la mère aurait récupéré son enfant. C'est cette version qui est racontée par un vieux berger de Fontanils en 1912.